# Marek Bajor
Marek Antoni Bajor (ur. 10 stycznia 1970 w Kolbuszowej) – polski piłkarz grający na pozycji obrońcy, reprezentant Polski. Od stycznia 2010 do marca 2011 r. trener Zagłębia Lubin.

## Kariera zawodnicza
Swoją karierę rozpoczynał w sezonie 1988/1989, występując w zespole Igloopolu Kolbuszowa. Następnie grał w Igloopolu Dębica i Widzewie Łódź. W trakcie sezonu 1997/1998 przeniósł się do Amiki Wronki. Karierę zakończył w 2002 r.
Z reprezentacją Polski zdobył srebrny medal na igrzyskach olimpijskich w Barcelonie w 1992 r. Jest dwukrotnym mistrzem Polski (1996 i 1997 z Widzewem Łódź), trzykrotnym zdobywcą Pucharu Polski (1998, 1999 i 2000 z Amicą Wronki) i trzykrotnym zdobywcą Superpucharu Polski (1996 z Widzewem Łódź oraz 1999 i 2000 z Amicą Wronki). W polskiej ekstraklasie rozegrał 325 meczów w których zdobył 11 bramek.